# Blue spark
Blue Spark és un quadre de l'autor americà James Rosenquist, pertany a l'estil art pop. El quadre està fet amb la técnica oli sobre llenç, compost per una canya de pescar de bambú, sedal, ham i estructura, amb mesures de 122 x 154 x 44 cm.
L'obra es compon de dos llenços ajuntats entre si, amb elements que trenquen la concepció bidimensional de l'obra. L'autor utilitza elements que creen tensions entre els diferents materials de diferents qualitats i materials, la funció dels quals és expandir la línia de la pintura, que alhora ho converteix en fragments.
El quadre està format per un rectangle que representa una quarta part de l'obra, col·locat a l'angle superior dret. L'element que més destaca és la canya de pescar de bambú, la qual mara una paràbola davant del llenç. Aquesta canya apareix des de l'extrem inferior esquerre fins a l'extrem inferior dret. La corda alça dues teles que produeixen una ombra reial sobre tres dits femenins, dels quals en destaquen les ungles brillants. El rectangle suporta una tensió reial, és a dir, la força de la canya és la que tira d'ell i sembla que està penetrant-hi.
Per acabar, els colors utilitzats en aquesta obra són els colors càlids i rosacis, que fan referència al cos humà.